# Acide trifluoroacétique
TFA
L'acide trifluoroacétique (TFA) est un composé organofluoré de formule CF3COOH. C'est un acide carboxylique fort en raison de la présence de trois atomes de fluor, fortement électronégatifs. Comparé à l'acide acétique, l'acide trifluoroacétique est environ 100 000 fois plus puissant. Cet acide est très utilisé en chimie organique.

## Utilisation
Le TFA est un réactif utilisé fréquemment en synthèse organique en raison de la combinaison de propriétés intéressantes : volatilité, solubilité dans des solvants organiques et force. Il est aussi moins oxydant que l'acide sulfurique mais plus facilement obtenu sous forme anhydre que par exemple l'acide chlorhydrique. Une des complications pour son utilisation est que le TFA forme un azéotrope avec l'eau avec un point d'ébullition à 105 °C (soit 378 K).

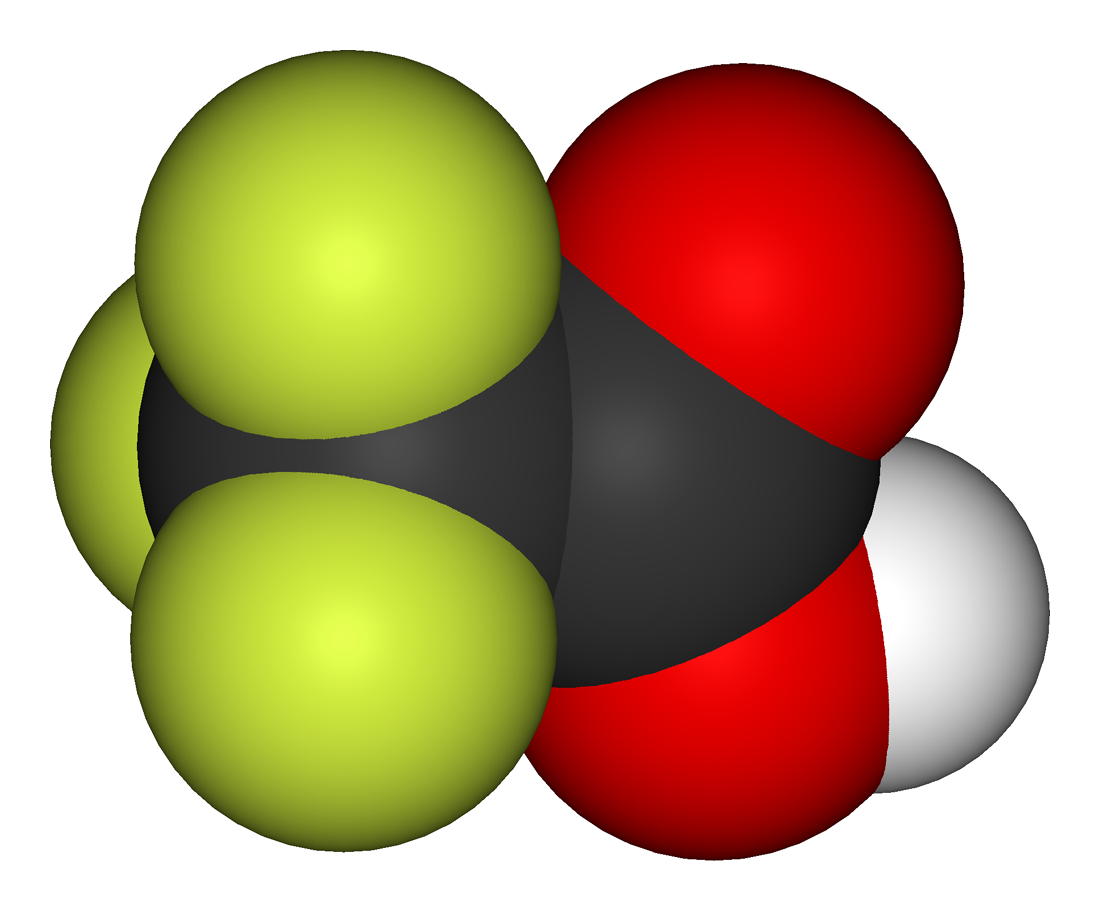
Modèle 3D de la molécule.

Le TFA est aussi utilisé fréquemment comme agent d’appariement d'ion en chromatographie liquide pour la séparation des composés organiques, et particulièrement des peptides et des petites protéines. Il permet également de diminuer le pH de la phase mobile. C'est un solvant polyvalent pour la spectroscopie RMN.

L'anhydride dérivé, [CF3C(O)]2O, est un réactif commun pour l'introduction du groupe trifluoroacétyle.
Le TFA est depuis quelque temps[Quand ?] l'acide de choix pour la dépolymérisation des polysaccharides en chimie des glucides,.

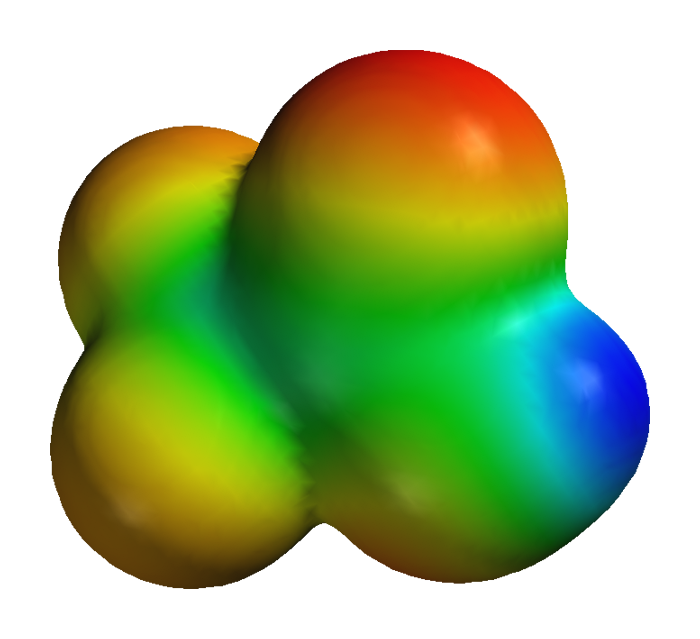
Image du potentiel électronique au sein de la molécule.

## Synthèse
L'électrofluoration de l'acide acétique au moyen de la méthode de Simons est la meilleure manière d'obtenir l'acide trifluoroacétique. La réaction à l'anode durant l'électrolyse d'un mélange d'un fluorure d'hydrogène et de l'acide acétique au-dessous duquel le fluor élémentaire (F2) se crée est une réaction douce qui laisse le groupe carboxylique intact.

## Pollution
L'acide trifluoroacétique (TFA) est considéré comme le plus petit des polluants éternels (PFAS),. Sa présence  est identifiée dans les résultats d’analyse publiés le 10 juillet 2024 par les associations du Réseau d’action contre les pesticides (PAN Europe) concernant l’eau du robinet (34 prélèvements sur 36 dans onze pays) et les eaux minérales (12 sur 19) consommées par les Européens. Issu notamment de la dégradation de pesticides, l’acide trifluoroacétique est considéré comme une « menace planétaire » en raison de son extrême persistance.
En avril 2025, une étude montre une concentration bien plus importante que l'eau du robinet dans certains vins, même si le TFA est présent maintenant de manière généralisée dans les mesures.